# Olga Makarova
Olga Makarova es una deportista soviética que compitió en piragüismo en la modalidad de aguas tranquilas. Ganó una medalla de plata en el Campeonato Mundial de Piragüismo de 1978, en la preuba de K1 500 m.

## Palmarés internacional
| Campeonato Mundial | Campeonato Mundial    | Campeonato Mundial | Campeonato Mundial |
| Año                | Lugar                 | Medalla            | Evento             |
| ------------------ | --------------------- | ------------------ | ------------------ |
| 1978               | Belgrado (Yugoslavia) | Medalla de plata   | K1 500 m           |